# Епархия Элы
Епархия Элы (итал. Dioecesis Aelanitica) — упразднённая христианская епархия Иерусалимского патриархата, сегодня — титулярная епархия Римско-Католической церкви с 1907 года. В настоящее время вакантна.

## История
Античный римский город Эла, находившийся в римской провинции Палестина Терца Восточного диоцеза, сегодня идентифицируется с современным городом Акаба в Иордании. Город Элла являлся в первые века христианства местом одноимённой епархии, входившей в митрополию Петры Иерусалимского патриархата.
C 1907 года епархия Элы является титулярной епархией Римско-Католической церкви. С 1978 года епархия Элы вакантна.

## Епископы
- епископ Петр (упоминается в 325 году);
- епископ Бериллий (упоминается в 451 году);
- епископ Павел I (упоминается в 500 году);
- епископ Павел II (упоминается в 536 году).

## Титулярные епископы
- епископ Шарль-Мари-Феликс де Горостарзу (10.12.1907 — 27.03.1933);
- епископ Алоиз Худал (1.06.1933 — 13.03.1963);
- епископ Иосиф Мария Чинь Ван Кан (5.02.1963 — 27.11.1978) — назначен архиепископом Ханоя;
- вакансия.

## Источник
- Pius Bonifacius Gams, Series episcoporum Ecclesiae Catholicae, Leipzig 1931, стр. 454  (лат.)